# スタルティネス
スタルティネス（リトアニア語: sutartinės、音節-ti-に強勢が置かれる） とは、リトアニアの伝統的な音楽形式の一つである。基本的には2–4人の女性による歌唱の形をとるが、楽器によって合奏されるものもまたスタルティネスに含まれる。

## 概要
スタルティネスは主にリトアニア北東部、アウクシュタイティヤ地方の村落で歌われていた。歌の内容は日常や婚礼、また戦に関するものなど多岐に渡る。多くの場合は2–4人の女性達によって、基本的に無伴奏で息を合わせて歌われる。スタルティネスの特徴は、同じフレーズを複数名が時間差でずらして、繰り返し被せていく点である。フレーズは、リトアニア語の文として意味をなす部分と、囃し言葉の様にほぼ意味をなさない部分の二種類とに大別される。伝統的に男性はスタルティネスを直接歌わず、いずれも民族楽器のスクドゥチェイやダウディーテ（daudytė）といったある種の笛を吹いたり、あるいはツィターに似たカンクレス（kanklės）を弾いたりなどして演奏を行う。
2010年11月16日、ユネスコの無形文化遺産に登録された。

## 語源
リトアニア語における "sutartinės" の語は文法的には女性名詞の複数・主格形であるが、形容詞 sutartinis 〈調和の〉の女性・複数・主格形とも同形である。この形容詞に関しては1954年出版のリトアニア語辞書の sutartinis の項に sutartinė daina という用例が掲載されている。sutartinė や sutartinis の語は動詞 sutarti 〈調和する〉、〈息を合わせる〉や名詞 sutartis 〈合意〉、〈契約〉と関連がある。

## 主な楽曲
以下に挙げるような楽曲が存在する。
- "Dijūta (kalneli)"
- "Dūno upė"
- "Išjoja joja, sodauto"
- "Kadu buva, kadujo"
- "Kas tar teka par dvarelį, saula riduolėla"
- "Turėja liepa, lioj taduvėla"
- "Žvingia žirgas dolija"

## 担い手
スタルティネスは今日庶民の日常において歌われる機会は少なくなったものの、現在は数多くの民族音楽グループによって歌い継がれている。その代表として、主に青少年による祭礼音楽団体クールグリンダ（Kūlgrinda）や、2010年に来日しワークショップの形式により公演も行ったトゥリース・ケトゥリォセ（Trys keturiose）などが挙げられる。また、後者のリーダーであるダイヴァ・ラチューナイテ＝ヴィーチニエネ（Daiva Račiūnaitė-Vyčinienė）は夫のエヴァルダス・ヴィーチナス（Evaldas Vyčinas）と共に民族音楽の研究家でもあり、前項で述べられたスタルティネスの無形文化遺産登録にも積極的に関与していた事が窺われる。

### ポピュラー音楽において
フォークロック・バンドのジャルヴァリニス（Žalvarinis）は自国の民謡をアレンジした楽曲を数々披露してきたが、ボーカル2名が前述のクールグリンダの団員であった事もあり、スタルティネスを応用して"Dijūta"などを歌っている。また、ピエヴォス（Pievos）というグループも厳密なスタルティネスの形式に則ってはいないものの、"Dūno upė"のアレンジ曲を発表している。

## 関連書籍
- 古田陽久、古田真美 共著『世界無形文化遺産データ・ブック―2014年版―』シンクタンクせとうち総合研究機構、2014年、147–148頁。ISBN 978-4-86200-183-2